# Canthyporus bicinctus
Canthyporus bicinctus är en skalbaggsart som först beskrevs av Régimbart 1895.  Canthyporus bicinctus ingår i släktet Canthyporus och familjen dykare. Inga underarter finns listade i Catalogue of Life.